# 長田敏行
長田 敏行（ながた としゆき、1945年 - ）は、日本の植物学者。2013年にイグノーベル賞を受賞した。東京大学名誉教授、法政大学名誉教授。

## 来歴
長野県茅野市出身。長野県諏訪清陵高等学校を経て、1968年東京大学理学部生物学科植物学専攻卒業。1973年に同大学院理学系研究科博士課程を修了し、同年より同大学教養学部基礎科学科助手となる。
以後、名古屋大学理学部生物学科助手、岡崎国立研究機構基礎生物学研究所助教授を経て、1990年に東京大学大学院理学系研究科教授に就任した。2005年には東京大学大学院理学系研究科附属植物園園長を兼任した。
2007年に東京大学を退官、同大学名誉教授となる。同年より法政大学生命科学部応用植物科学科教授に就任し、2008年生命科学部長となる。退官後は、法政大学名誉教授。
2013年、「タマネギの催涙因子生成酵素の発見」により、熊谷英彦やハウス食品の研究者とともに、イグノーベル賞を受賞した。
欧州分子生物学研究所アソシエートメンバー。公益財団法人日本メンデル協会会長や小石川植物園後援会会長といった役職も務めた。

## 賞歴
- フンボルト賞 1997年
- 日本植物細胞分子学会学術賞 2006年
- イグノーベル賞 2013年
- 日本植物学会賞大賞 2018年

## 著書

### 単著
- 『プロトプラストの遺伝工学』講談社 1986年
- 『植物プロトプラストの細胞工学』講談社 1993年
- 『植物工学の基礎』東京化学同人 2002年
- 『イチョウの自然誌と文化史』裳華房 2014年
- 『メンデルの軌跡を訪ねる旅』裳華房 2017年

### 共著
- 『植物の遺伝子発現』講談社 1995年

## 参照
- 「長野県人物・人材情報リスト」日外アソシエーツ 2019年